# Spilosmylus aureus
Spilosmylus aureus is een insect uit de familie watergaasvliegen (Osmylidae), die tot de orde netvleugeligen (Neuroptera) behoort. 
Spilosmylus aureus is voor het eerst wetenschappelijk beschreven door Navás in 1912. De soort komt voor in Indonesië.